# Siège de Neuss
conflit ecclésiastique de Cologne
Batailles
Arnsberg - Eversberg - Linz
Le siège de Neuss qui dure du 29 juillet 1474 à la fin de mai 1475, est un épisode décisif du conflit ecclésiastique de Cologne ; il a eu aussi un effet important sur la Guerre de Bourgogne. Charles le Téméraire, profitant du conflit entre l'archevêque de Cologne, Robert du Palatinat, et les divers représentants des États de l'archevêché, se proclame l'appui de l'archevêque et vient assiéger la ville de Neuss, avec l'intention d'élargir sa zone d'influence vers le Nord Est. Cela provoque la réaction de l'empereur Frédéric III qui convoque l'armée impériale, et fait ainsi lever le siège aux armées du Téméraire, après une année perdue pour les deux partis.

## Précédents
L'archevêque de Cologne, Robert du Palatinat était en litige avec le chapitre de sa cathédrale et un bon nombre des représentants des États de ses terres. En effet, après la mauvaise gestion par son prédécesseur, Thierry II de Moers, les représentants des États de l'archevêché de Cologne s'étaient réunis dans une assemblée auto-proclamée (Erblandesvereinigung) : de cette réunion étaient issues des conditions à imposer au nouvel archevêque à propos de la gestion de ses territoires ; en particulier, il devrait demander l'accord de cette assemblée des États pour les questions importantes de fiscalité et de politique générale. Robert avait acquiescé à tout, mais semblait ne plus beaucoup respecter cet engagement ; au contraire, il essaie de récupérer par la force les biens mis en gage par son prédécesseur, en particulier, la ville de Neuss. Devant ce qu'ils considèrent comme une violation de ses engagements, les États se rebellent et révoquent l'archevêque, désignant à sa place Hermann de Hesse comme administrateur. Les villes de Cologne et Neuss prennent son parti.

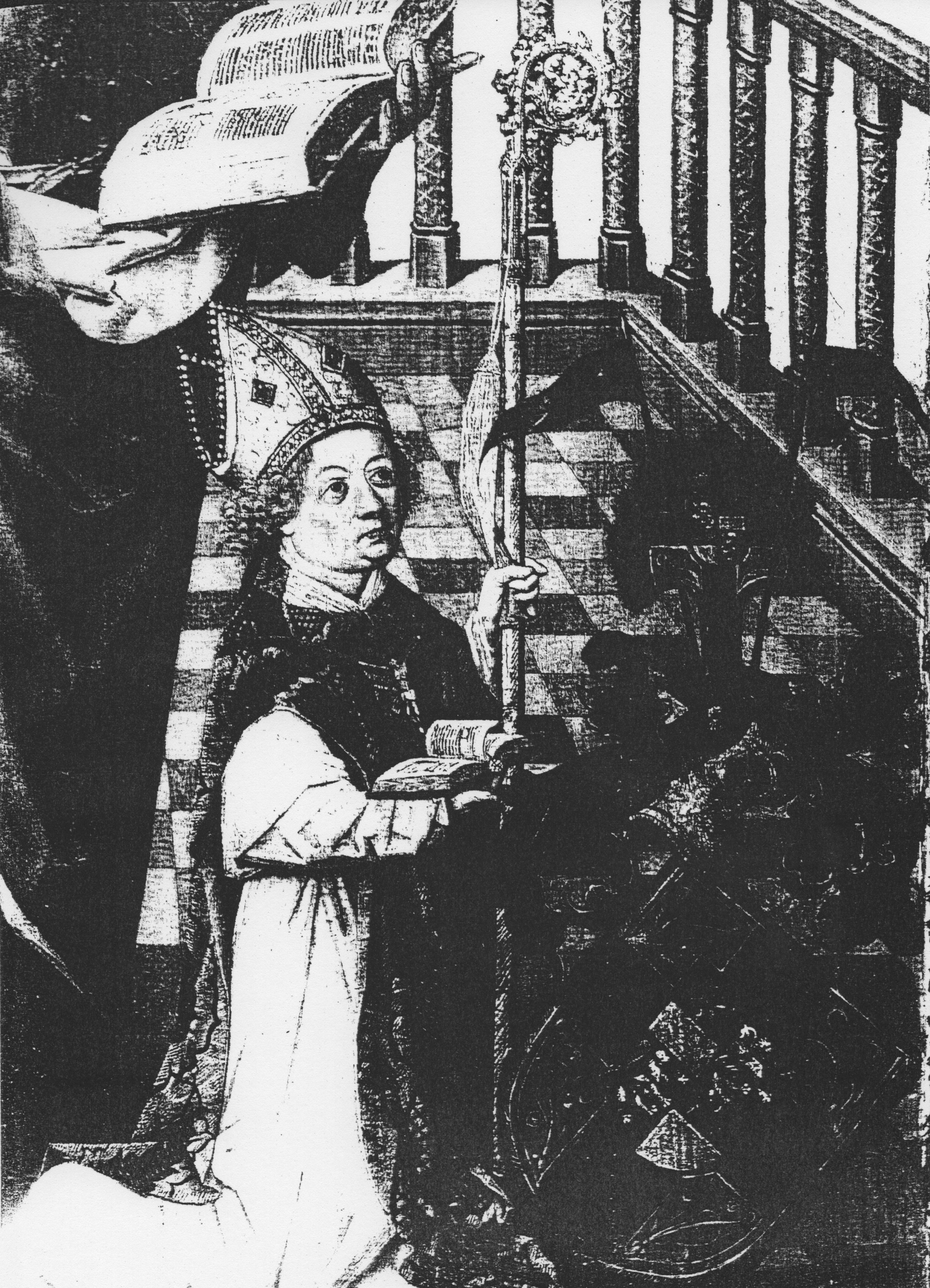
Hermann de Hesse (vers 1500)

De son côté, Robert appelle le duc de Bourgogne, Charles le Téméraire, à son secours, et le nomme « grand protecteur » (Erbvogt) de l'Archevêché. Charles le Téméraire voit dans ce conflit surtout une possibilité d'élargir sa sphère d'influence. Une bonne partie des territoires voisins était déjà sous son contrôle. En outre, le duché de Clèves-Marck était de ses alliés. Comme en 1473, il prend possession du duché de Gueldre, c'est l'autonomie de l'archevêché qui devient menacée.
Charles le Téméraire avance donc avec une armée, qui a été considérée comme l'une des plus grandes et des mieux équipées de l'époque. À ses côtés Frédéric du Palatinat, frère de l'archevêque Robert, ainsi que les duchés de Gueldre et de Clèves-Mark : ces troupes rassemblent 13 à 20 000 hommes.
Juste avant l'arrivée de cette armée à Neuss, Hermann de Hesse s'était installé dans la ville avec les troupes de l'Archevêché et un corps d'environ 1 500 mercenaires de Hesse : soit 70 chevaliers, 300 écuyers et 1 500 fantassins. Le nombre total des défenseurs était d'environ 4 000 hommes.

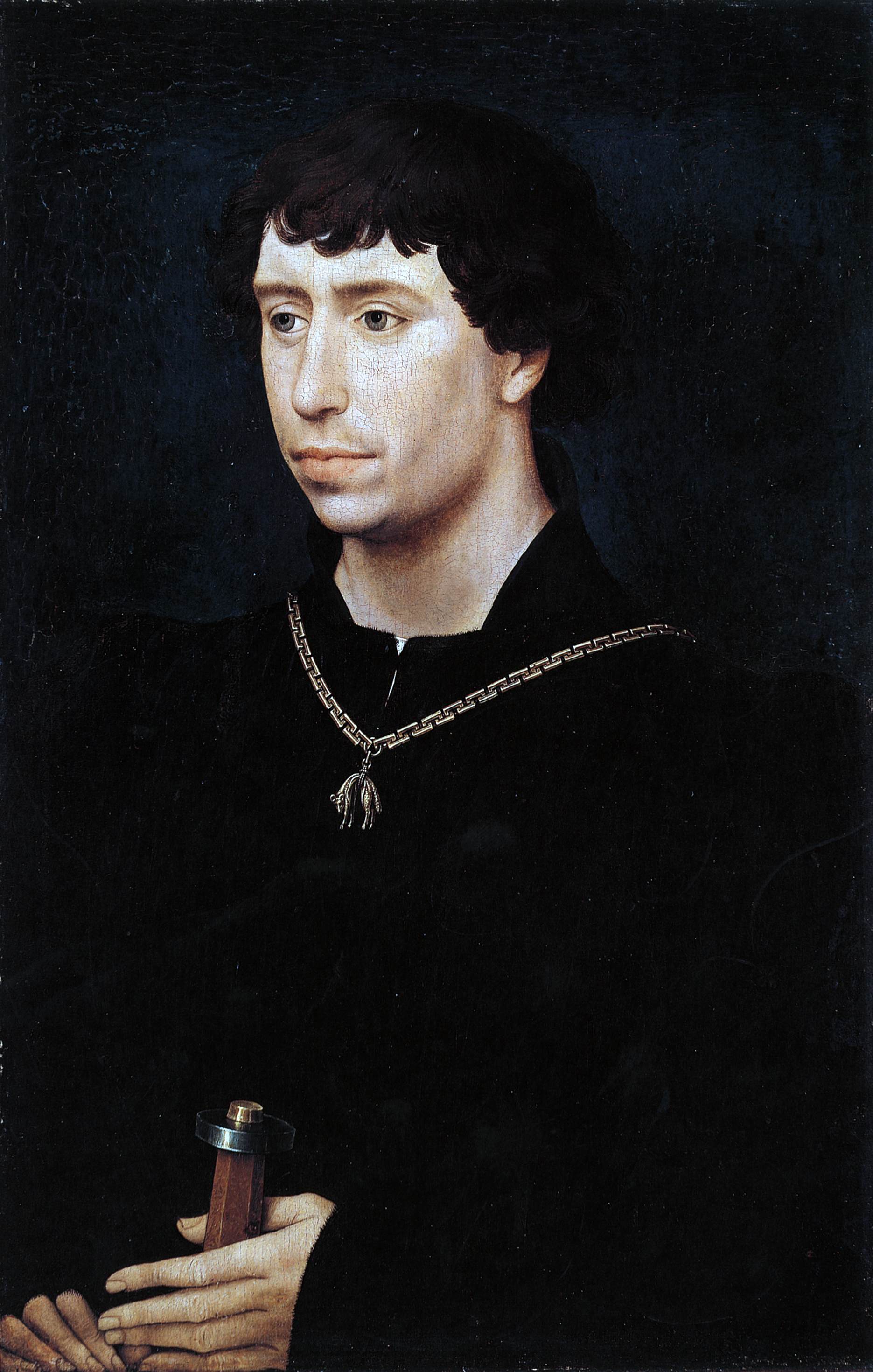
Charles le Téméraire comme comte du Charolais, en 1460, avec le collier de l'Ordre de la Toison d'or
Tableau attribué à Rogier van der Weyden. Original à Berlin, Staatliche Museen.

## Siège
La ville de Neuss était à cette époque la forteresse la plus importante de l'Archevêché de Cologne. Le noyau en était la vieille ville fortifiée du début du XIIIe, qui avait été renforcée par un système de défense rénové : en avant de la ville se trouvaient deux fossés et une enceinte fortifiée. Dans l'ensemble, la fortification avait environ 50 m de largeur, avec des portes et des tours renforcées. Juste avant le début du siège, les fortifications avaient été contrôlées et renforcées ; de plus les assiégés s'étaient munis de provisions en quantité.
Le 29 juillet, les troupes bourguignonnes investissent la ville. Une première attaque par 6 000 cavaliers et fantassins tourna à l'avantage des assiégés. Au début du siège, l'encerclement n'était pas complet vers l'Est. À la mi-août, cependant, les Bourguignons encerclèrent complètement la ville après des combats coûteux. Charles le Téméraire essaya en vain d'assécher le fossé qui entourait la ville, et de couper l'approvisionnement en eau de la ville.
Le premier assaut majeur commence le 10 septembre 1474, précédé par des semaines de bombardements sévères au canon. Les Bourguignons tentent alors de prendre d'assaut les principales portes de la ville, ce à quoi les assiégés résistent avec la plus grande vigueur. Cette tentative fut le prélude de près de soixante attaques similaires dans les mois suivants.
Les défenseurs quant à eux, étaient soutenus par les femmes et les enfants de la ville ; ils réussirent régulièrement à faire des brèches dans le siège par des sorties, forçant ainsi les troupes alliées à se regrouper.
Dans la ville, la poudre allait bientôt manquer : deux messagers furent envoyés à Cologne pour l'approvisionnement. Ils revinrent avec 550 hommes bien armés, chargés chacun de plusieurs livres de salpêtre, qui parvinrent par ruse à rentrer dans Neuss.
Avec l'hiver, il devint clair que les approvisionnements touchaient à leur fin. Mais de leur côté, les assiégeants furent avertis par Gérard de Juliers-Berg de l'interdiction expresse de l'empereur Frédéric III de poursuivre le siège. En février 1475 les stocks étaient au plus bas dans la ville. Des centaines de vaches qu'il y avait au début, il ne restait plus que trois, dont seuls les enfants et les malades avaient le droit de boire le lait. Les habitants essayaient de se nourrir avec de l'herbe et des escargots. Après que les assiégés eurent montré leur bon moral en tenant encore une fois des joutes, ils commencèrent également à abattre les chevaux.

## Réaction de l'Empire

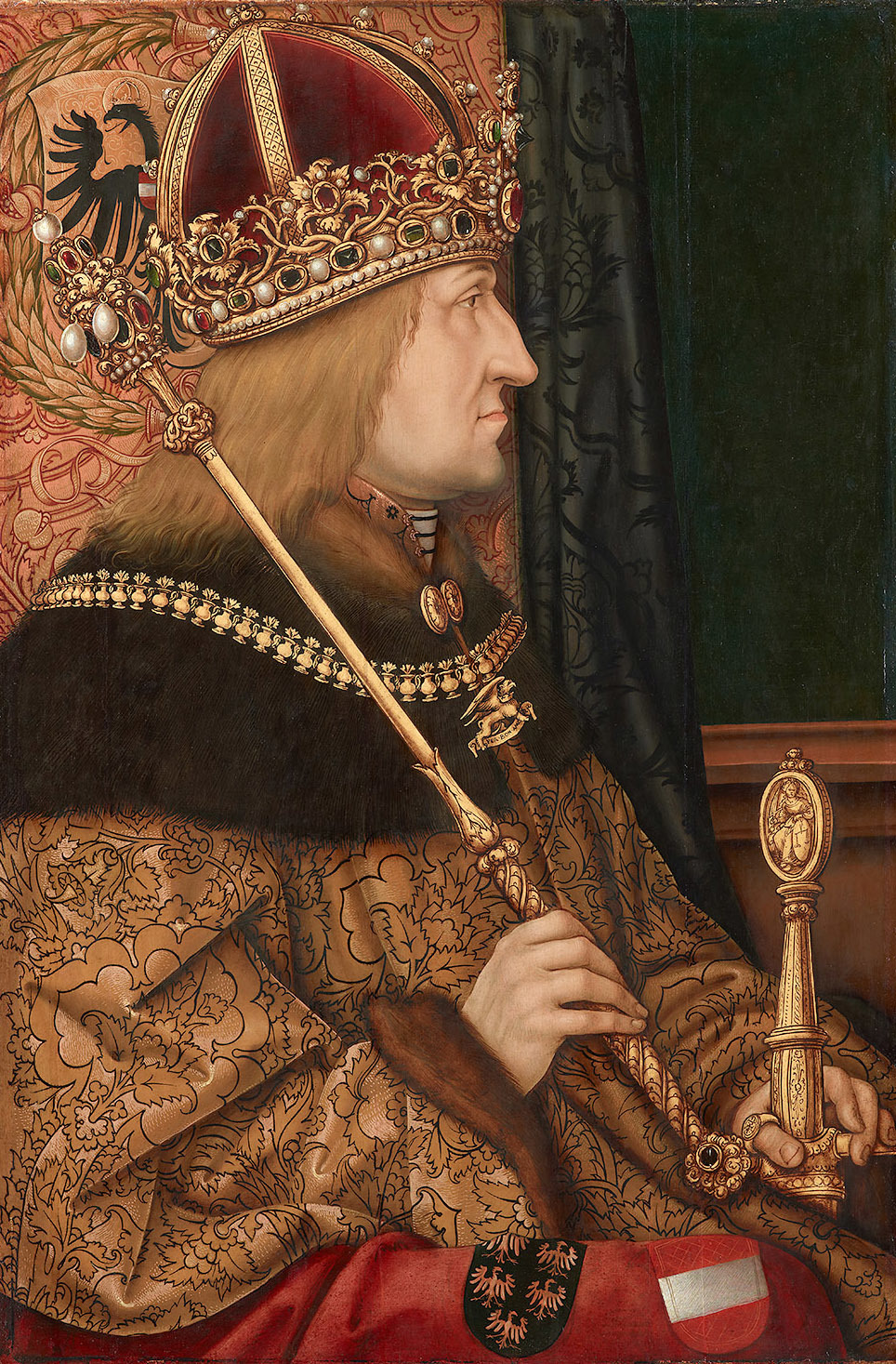
Frédéric III (par Hans Burgkmair l'ancien)

Les échos du siège résonnent dans l'Empire comme une menace. Compte tenu de l'émotion générale, l'empereur Frédéric III décide de se porter au secours de la ville assiégée : il mandate Albrecht Achille de Brandebourg, et l'archevêque de Mayence Adolphe de Nassau pour rassembler les troupes impériales qui doivent à la fois combattre Charles le Téméraire et défendre l'Empire contre les Turcs. L'Empereur marche donc au secours de Neuss avec une armée : ils arrivent près de Coblence peu avant Noël 1474. Il était temps, l'artillerie des Bourguignons avait réussi à détruire le mur extérieur de la ville. L'Empereur exige alors que ceux des États impériaux qui hésitaient encore le rejoignent avec des troupes.

## Fin du siège
Dans Neuss, les défenseurs ont dû laisser aux assaillants une partie des remparts : il ne faut plus que les secours tardent, car on désespère et on envisage la reddition. Pendant ce temps, la ville de Linz, dernière ligne de défense de l'archevêque, tombe devant l'armée impériale qui peut alors entrer dans Cologne le 21 mars 1475.
Pendant ce temps, à Neuss, le moral des habitants s'effondre : au cours des dernières semaines, près de 1 000 personnes ont été tuées ou blessées du fait des nombreux combats. Des processions de pénitents s'organisent pour implorer le secours du ciel.
L'armée impériale commence enfin le 6 mai à marcher de Cologne vers Neuss. Mais ce n'est que le 23 mai que les troupes approchent de la ville, et les premières escarmouches sont en faveur de l'Empire. Du coup, les assiégeants se retirent. Le 28 juin 1475 une trêve est conclue à Cologne, la Bourgogne déclare renoncer à Neuss.

## Conséquences
Les sources donnent des chiffres de pertes différents : pour les pertes des défenseurs entre 700 et 3000 ; pour les Bourguignons et leurs alliés environ 10 000 hommes. Des parties entières de la ville étaient en ruines, et le trésor de la ville a été grevé pour les générations à venir.
En signe de gratitude pour les services rendus à l'Empire, l'Empereur a accordé de nombreux privilèges à la ville de Neuss : parmi ceux-ci, un nouveau blason avec les symboles impériaux, à savoir l'aigle royal et la couronne impériale. La ville a reçu le droit de battre monnaie et de profiter de recettes douanières ; quelques foires supplémentaires ont été permises.
Le greffier de la ville Christian Wierstraet (de) a raconté le siège dans sa chronique en rimes.